# Hyssura profunda
Hyssura profunda är en kräftdjursart som beskrevs av Barnard 1925. Hyssura profunda ingår i släktet Hyssura och familjen Hyssuridae. Inga underarter finns listade i Catalogue of Life.